# Герловський Олексій Ігорович
Олексій Ігорович Герловський (27 березня 1984, м. Мінськ, Білорусь) — білоруський хокеїст, нападник. Майстер спорту. 
Вихованець ДЮСШ «Юність» Мінськ. Виступав за «Юність» (Мінськ), ХК «Брест», «Керамин-2» Мінськ, ХК «Вітебськ», «Металург» (Жлобин).
У складі юніорської збірної Білорусі учасник чемпіонатів світу 2001 (дивізіон I) і 2002. 
Бронзовий призер чемпіонату Білорусі (2011). Володар Кубка Білорусі (2011), фіналіст (2010).